# Echidnopsis dammanniana
Echidnopsis dammanniana är en oleanderväxtart som beskrevs av Carl Ludwig Sprenger. Echidnopsis dammanniana ingår i släktet Echidnopsis och familjen oleanderväxter. Inga underarter finns listade i Catalogue of Life.